# Đinh Văn Điến
Đinh Văn Điến (sinh năm 1961) là một chính trị gia người Việt Nam. Ông từng là Chủ tịch Ủy ban nhân dân tỉnh Ninh Bình nhiệm kì 2016-2021.

## Xuất thân
Ông quê quán ở xã Gia Hưng, huyện Gia Viễn, tỉnh Ninh Bình.
Ông có anh trai là Đinh Văn Hùng nguyên Bí thư tỉnh ủy Ninh Bình, Ủy viên TW Đảng khóa X.

## Giáo dục
Ông có bằng thạc sĩ kinh tế. Trình độ cử nhân chính trị.

## Sự nghiệp
Ông từng giữ chức Giám đốc Sở Kế hoạch Đầu tư tỉnh Ninh Bình, Bí thư Thành ủy Ninh Bình, Phó Chủ tịch tỉnh Ninh Bình.